# 牛嶋神社
牛嶋神社（うしじまじんじゃ）は、東京都墨田区向島にある神社。牛島神社とも表記される。東京本所総鎮守。隅田公園内に所在する。

## 概要
貞観年間（859年 - 879年）に創建された。慈覚大師円仁が当地に来た際に、須佐之男命の化身の老翁から託宣を受けて創建した。明治以前は「牛御前社」と呼ばれており、本所の総鎮守であった。
鎌倉に進軍する源頼朝の軍勢が隅田川を渡河する際に、千葉常胤が当社で祈願したため、無事に渡ることができたという。以降、千葉氏の崇敬を集めるようになった。
元々は500メートル北の弘福寺のそば（現在の桜橋付近）に位置していたが、1923年（大正12年）の関東大震災で罹災し、また墨田堤の拡張工事に伴い、1932年（昭和7年）に現在地に移転した。
なお、神社には1845年（弘化2年）に奉納された葛飾北斎の大絵馬「須佐之男命厄神退治之図」があったが、関東大震災で現物は焼失し、現在は原寸大の白黒写真が本殿内に掲げられている。なお、同作は2016年（平成28年）に色彩の推定復元が行われ、すみだ北斎美術館にて展示している。
境内には「撫牛」と呼ばれる牛の像がある。自分の体の悪い所と同じ部分を撫でると病気が治ると言い伝えられている。また本殿前の鳥居は三ツ鳥居と呼ばれる比較的珍しい形態の鳥居である。
御旅所として、墨田区本所二丁目（若宮公園内）に「摂社若宮牛嶋神社」がある。

## 文化財
墨田区登録有形民俗文化財
- 牛嶋神社石造神牛（撫牛）[6]
- 牛嶋神社の石造神牛[6]
- 牛嶋神社の石造狛犬　享保十四年銘　一対　文政十年銘　一対[6]
- 牛嶋神社境内力石群[6]

墨田区登録有形文化財（歴史資料）
- 烏亭焉馬「いそかすは」の狂歌碑[6]
- 石造墨堤永代常夜燈[6]

墨田区登録有形文化財（建造物）
- 牛嶋神社石造鳥居[6]
- 牛嶋神社社殿[6]
- 牛嶋神社神輿蔵[6]

## 交通
- 本所吾妻橋駅 徒歩約10分
  -  都営地下鉄浅草線 - 駅番号 A 19
- とうきょうスカイツリー駅 徒歩約10分
  -  東武鉄道東武スカイツリーライン - 駅番号 TS 02

## 舞台となった作品
※発表年順。
- 夢に見た日々 - 1989年のテレビドラマ。千葉真一演ずる主人公が経営する喫茶店を再建する物語で[7]、店の近くの神社という設定で登場する。
- 仮面ライダークウガ（2000年）- 第26話で五代雄介が恩師の教え子の霧島拓と話をしていた神社。

## 文献
- 「須崎村 牛御前社」『新編武蔵風土記稿』 巻ノ21葛飾郡ノ2、内務省地理局、1884年6月。NDLJP:763978/72。

## 参考資料
- 斎藤幸雄「巻之七 揺光之部 牛御前王子権現社」『江戸名所図会』 4巻、有朋堂書店、1927年、176-182頁。NDLJP:1174161/93。
- 小島惟孝 著『墨田区史跡散歩 (東京史跡ガイド7)』学生社、1993年
- “牛嶋神社【うしのごぜん社】”.   東京都神社庁. 2020年7月13日閲覧。
- “登録文化財一覧”. 墨田区. 2020年7月13日閲覧。